# Blepharita confluens
Blepharita confluens är en fjärilsart som beskrevs av Barend J. Lempke 1964. Blepharita confluens ingår i släktet Blepharita och familjen nattflyn. Inga underarter finns listade i Catalogue of Life.